# ヴァージニア・ガードナー
ヴァージニア・ガードナー（Virginia Gardner, 1995年4月18日 - ）はアメリカ合衆国の女優、ファッションモデル、フェミニストである。

## キャリア

### 女優になる前
1995年4月18日、ヴァージニア・ガードナーはカリフォルニア州サクラメントで生まれた。幼稚園から8回生まで、ヴァージニアはサクラメント郡デイスクールという私立学校に通った。ヴァージニアは様々な課外活動に参加すると共に、6回生から演劇のクラスを受講していた。2011年に一家がロサンゼルスに引っ越して以降、ヴァージニアはオンライン講座を活用して学習を続け、同年11月に州の高卒認定試験に合格した。

### 女優として
ヴァージニアが女優を志すきっかけになったのは、2001年に映画『アイ・アム・サム』を鑑賞したことだった。ヴァージニアは「『アイ・アム・サム』において、ダコタ・ファニングが演じたルーシーの父親は自閉症を抱えていましたが、私の弟も自閉症を抱えています。子供の頃に同作を鑑賞したとき、私はルーシーと自分を重ね合わせ、心を揺さぶられたと記憶しています。」「その体験をきっかけに、私は女優になりたいと思うようになりました。私も人々の心を動かせるような演技をしたいと。」と語っている。
当初、ヴァージニアは女優業に専念するために実家で暮らしていたが、キャリアが軌道に乗った段階で、一人暮らしを始めた。2012年、ヴァージニアはディズニー・チャンネルで放送されていたコメディドラマ『科学ファミリー ラボラッツ』にゲスト出演を果たしたが、ほどなくして、モデルとしての活動を始めた。ヴァージニアはモデルという仕事に大きなやり甲斐を見出し、女優からファッションモデルに転身することを真剣に検討していたが、そんな折、人気テレビドラマ『glee/グリー』のオーディションが行われることを知った。それに合格したため、ヴァージニアは再度女優として活動するようになった。
2015年、ヴァージニアは『プロジェクト・アルマナック』で映画初出演を果たした。2017年2月にはHuluで配信されるドラマ『マーベル ランナウェイズ』で主演に抜擢された。同作でカロリーナ・ディーンを演じたことによって、ヴァージニアの知名度は一気に高まった。
2018年、ヴァージニアは『ハロウィン』に出演した。同作は興行面・批評面で成功を収め、彼女の演技も批評家から高く評価された。

## 出演作品

### 映画
| 公開年 | タイトル                                   | 役名                     | 注記  |
| ------ | ------------------------------------------ | ------------------------ | ----- |
| 2015   | プロジェクト・アルマナック Project Almanac | クリスティーナ・ラスキン |       |
| 2016   | ゴート Goat                                | リア                     |       |
| 2016   | Good Kids                                  | Emily                    |       |
| 2016   | デス・ライナーズ Tell Me How I Die         | アンナ・ニッケルズ       |       |
| 2018   | リトル・ビッチ Little Bitches              | ケリー                   |       |
| 2018   | ハロウィン Halloween                       | ヴィッキー               | [ 6 ] |
| 2018   | Monster Party                              | Iris                     |       |
| 2018   | Liked                                      | Catlin                   |       |
| 2019   | スターフィッシュ Starfish                  | Aubrey                   | [ 7 ] |
| 2020   | 最高に素晴らしいこと All the Bright Places | アマンダ                 |       |
| 2022   | FALL/フォール Fall                         | シャイロ・ハンター       |       |
| 2023   | Beautiful Disaster                         | アビー・アバナシー       |       |
| 2023   | 金星で逢えたら See You On Venus            | アメリア"ミア"           |       |
| 2024   | Beautiful Wedding                          | アビー・アバナシー       |       |

### テレビドラマ
| 放送年      | タイトル                                                        | 役名                                  | 注記                                               |
| ----------- | --------------------------------------------------------------- | ------------------------------------- | -------------------------------------------------- |
| 2011        | ハート・オブ・ディクシー ドクターハートの診療日記 Hart of Dixie | 青年期のレモン                        | シーズン1第10話「晴れの日の髪型」に出演            |
| 2012        | 科学ファミリー ラボラッツ Lab Rats                              | ダニエル                              | シーズン1第3話「スパイク現る!」に出演              |
| 2013        | glee/グリー Glee                                                | ケイティ・フィッツジェラルド/メリッサ | 計2話に出演                                        |
| 2013 - 2014 | それいけ! ゴールドバーグ家 The Goldbergs                        | レキシー・ブルーム                    | リカーリング、計5話に出演                          |
| 2015        | 殺人を無罪にする方法 How to Get Away with Murder                | モリー・バーレット                    | シーズン2第4話「ガールズクラブの掟」に出演         |
| 2016        | LAW & ORDER:性犯罪特捜班 Law & Order: Special Victims Unit      | サリー・ランドリー                    | シーズン17第20話「欲望渦巻くファッション界」に出演 |
| 2016        | Major Crimes 〜重大犯罪課 Major Crimes                          | ブリー・ミラー                        | シーズン5第9話「グリークシアターの悲劇」に出演     |
| 2016        | Secrets and Lies                                                | Rachel                                | 計2話に出演                                        |
| 2017        | ノンストップ・スリラー「暴走地区-ZOO-」 Zoo                     | クレム2                               | 計2話に出演                                        |
| 2017        | The Tap                                                         | Michelle Cuttriss                     | 計1話に出演                                        |
| 2017–2019   | ランナウェイズ Marvel's Runaways                                | カロリーナ・ディーン                  | 主演                                               |
| 2019        | ドリー・パートンのハートフル・ソング Heartstrings               | 若い頃のハーパー                      | シーズン1第6話「シュガーヒル」に出演               |
| 2019        | The Righteous Gemstones                                         | Lucy                                  | 計1話に出演                                        |